# 徐子珊
徐子珊（英語：Kate Tsui Tsz-shan，1979年6月19日—），出生于英屬香港，是已息影香港女藝人、演員、歌手、配音員及主持，曾為《2004年度香港小姐競選》冠軍，前無綫電視經理人合約藝員及無綫2000年代末至2010年代中期的當家花旦之一。她是香港首位在歌影均奪新人獎的藝人。

## 簡歷
徐子珊於香港出生，從小對舞蹈有濃厚的興趣，4歲開始學跳芭蕾舞，11歲時因右腳踝受傷而被迫放棄，14歲轉跳Hip Hop和Jazz，立志做一個表演藝術家。她早年入讀沙田慈航學校，曾就讀沙田蘇浙公學，亦曾入讀港澳信義會慕德中學，及後往海外升學，畢業於美國加州大學戴維斯分校心理系學士。
大學畢業後回港，曾經於工程公司擔任市場及項目統籌工作。2004年參選香港小姐，獲得2004年度香港小姐冠軍、修身美態獎、最上鏡小姐及國際親善小姐四項大獎。其後簽約無綫電視（TVB）。
2015年，徐子珊修讀專業珠寶設計及彩色寶石專業課程及離開無綫電視 。2017年9月，子珊獲邀出席「2017衣酷適再生時尚設計」總決賽，欣賞時裝設計師將二手衣服重新演繹。她透露剛開始以半工讀形式，修讀心理學碩士課程，一邊工作一邊讀書，為期兩年。2019年6月，徐子珊完成於香港大學的心理學碩士課程。

## 演藝歷程

### 電視台發展
2005年，徐子珊首度參與電視劇演出，於《奇幻潮》之我愛你I Love You中與謝天華飾演夫妻，隨後陸續於多部劇集參與演出。在潘嘉德監製、鄧萃雯和林峯主演的《女人唔易做》中擔任第三女主角，飾演鄧萃雯的妹妹海璇。
2007年，其演出之《突圍行動》、《學警出更》和《舞動全城》等多部劇集接連上映，同年並獲得2007年TVB萬千星輝頒獎典禮「飛躍進步女藝員」獎。
2008年，她參演的劇集《溏心風暴之家好月圓》以50點的成績追平了香港電視史上的收視記錄，其在劇中飾演的自私而富有心計的“反派索女”路嘉美給予觀眾極大的震撼，讓人感受到其潛力的巨大和形象的多變，更憑此角色入圍2008年的萬千星輝頒獎典禮“最佳女配角”最後五強。此外，亦主演了《甜言蜜語》、《少年四大名捕》，兩部劇性格不同的角色也帶給人耳目一新的感覺。
2011年為徐子珊最多產的一年，共有《仁心解碼》、《你們我們他們》、《洪武三十二》、《團圓》、《潛行狙擊》和《法證先鋒Ⅲ》等六部劇集播出。 其中《潛行狙擊》、《法證先鋒Ⅲ》中角色受到迴響較大，在《潛行狙擊》中演繹為求上位，不擇手段的野心律師，與黃宗澤劇中的感情線為該劇一大看點。《法證先鋒Ⅲ》飾演的是樂觀爽朗的凌倩兒。
2012年，徐子珊在《雷霆掃毒》中演繹一個由身世可憐的酒吧拳手走上販毒不歸路的角色，她自言「毒后」一角是其入行以來飾演過最悲慘的角色，也是演藝生涯上一個新的突破。此角色受到多方關注，故為「萬千星輝頒獎典禮2012」視後的大熱之一。最後，在同年12月17日得到「我最喜愛電視女角色」獎項，及入圍最佳女主角最後五強。
2013年，徐子珊在《My盛Lady》首次挑戰喜劇角色，與棟篤笑始祖黃子華的合作不但能得到觀眾認可，并第二次入圍萬千星輝頒獎禮最佳女主角最後五強。

### 離開電視圈
2015年，隨著徐子珊與胡杏兒、楊怡、鍾嘉欣、陳法拉等TVB五大花旦即將終結，同年3月中在播出《以和為貴》後的告別作，時候播映完畢後並再沒有參與無綫電視劇集拍攝，她接受訪問時表示2015年合約完結時開始拍劇貴精不夠多，並宣佈減產、結婚及離巢。她與TVB約滿後不再續約，結束11年的TVB賓主關係，結束演藝事業拍攝後，專注轉到珠寶設計方向發展行業。
2016年，徐子珊宣佈簽約王祖藍旗下的公司，在中國內地發展。
2017年，徐子珊修讀碩士課程，並接拍電視劇《守護神之保險調查》。

### 移民外國
2019年12月24日，徐子珊離開香港移民英國，同日在在社交網站Facebook上宣布息影退出香港娛樂圈，移居到英國後並於曼彻斯特大學修讀臨床心理系博士課程。畢業後並執業成為臨床心理學家。

### 電影界發展
徐子珊首次拍電影在2007年，她在杜琪峰監製的、遊乃海導演的電影《跟踪》中擔任第一女主角，經過試鏡之後成功獲用。她首次和影帝級人物梁家輝和任達華合作。她憑藉這部電影參加了上海國際電影節，奪得了2007年香港電影導演協會「最佳新人獎」金獎，並於2008年4月13日奪得第27屆香港電影金像獎最佳新演員獎。
之後，徐子珊陸續參演了2007年8月上映的愛情片《合約情人》，由張堅庭導演，與任賢齊、范冰冰合演。
2008年12月上映的警匪片《大搜查》（香港名為《大搜查之女》）中，她獲麥兆輝導演讚賞，飾演電影情節的關鍵人物陳鳳珍。
2009年，王晶導演的《金錢帝國》也有徐子珊的客串，飾演陳奕迅其中一個老婆，徐子珊更擔正阮世生導演的電影《矮仔多情》的女主角之一。
2010年，徐子珊有份參演的大型動作片《錦衣衛》，該片以5,700萬票房創下了2010年國產片首周末票房新高，總票房突破1億。
2011年，徐子珊在由電視劇《潛行狙擊》延伸拍攝的《潛罪犯》繼續出演「姚可可」一角色。
2013年，喜劇《2013我愛HK恭囍發財》中飾演美洋洋一角，在電影中的演出大受外界讚賞，亦被監製曾志偉讚許其演技並看好她提名金像獎最佳女主角。

### 音樂
2009年，徐子珊簽約恆藝亞洲，首張EP《Kiss Me Kate》在9月10日正式推出，徐子珊憑藉舞蹈方面的優勢橫掃了2009年度四大音樂頒獎禮中的新人大獎。
2014年，徐子珊與胡鴻鈞合唱主演的電視劇《點金勝手》片尾曲〈棋逢敵手〉，奪得勁歌金曲優秀選歌曲獎，並首奪勁歌金曲頒獎典禮金曲獎。

### 淡出娛樂圈
2018年，徐子珊息影拍畢《守護神之保險調查》後沒有參與新劇拍攝。
2019年6月，徐子珊完成香港大學課程的心理學碩士後畢業。
2019年12月24日息影，與手工藝創作旗下的公司合約亦期滿，現已退出娛樂圈，並定居海外歐洲，徐子珊在於過着低調生活。
2021年，徐子珊在拍畢微電影《財神》及中國電視劇集《京港愛情故事》後息影。

## 演出作品

### 電視劇（無綫電視）
| 首播   | 劇名               | 角色               | 備註 |
| 2005年 | 奇幻潮之我愛你     | Joanna             | 演出第十一個單元 首部演出的劇集 |
| 2005年 | 識法代言人         | 邵美華（Ada）      | 客串 |
| 2006年 | 女人唔易做         | 海璇（Ida）        | 提名《2006年萬千星輝頒獎典禮》我最喜愛的電視女角色、最佳女配角、飛躍進步女藝員 全年收視第一位、首部參與的正式劇集 |
| 2006年 | 千謊百計           | 藍屏               | 海外首播 |
| 2007年 | 突圍行動           | 殷向晴             | |
| 2007年 | 學警出更           | 文靜               | 全年收視第五位 |
| 2007年 | 舞動全城           | 楊詩曼（Victoria） | 提名《2007年萬千星輝頒獎典禮》最佳女主角、我最喜愛的電視女角色C全年收視第八位 《2007年萬千星輝頒獎典禮》飛躍進步女藝員                                                                                                  |
| 2008年 | 甜言蜜語           | 唐棠               | 首部第一女主角的劇集 |
| 2008年 | 溏心風暴之家好月圓 | 路嘉美（Camie）    | 歷年十大最高收視劇集第九位、全年最高收視點劇集、全年收視第一位 提名《2008年萬千星輝頒獎典禮》最佳女配角(最後五強) |
| 2008年 | 少年四大名捕       | 桑芷妍             | 提名《星和無綫電視大獎2010》我最愛TVB電視女角色、首部古裝劇集 |
| 2009年 | 幕後大老爺         | 小寒 / 趙玉卿      | |
| 2009年 | 美麗高解像         | 高青雯             | 提名《2010年萬千星輝頒獎典禮》最佳女主角 |
| 2010年 | 情人眼裏高一D      | 謝安腓             | |
| 2010年 | 情越雙白線         | 高麗芯             | 提名《MY AOD我的最愛頒獎典禮2010》十大我的最愛電視角色 提名《星和無綫電視大獎2011》我最愛TVB螢幕情侶【提名拍檔為黃浩然】 全年收視第六位                                                                                 |
| 2011年 | 仁心解碼           | 莫敏兒（Monkey）   | 全年收視第九位 |
| 2011年 | 你們我們他們       | June               | |
| 2011年 | 洪武三十二         | 沈千三 / 楚楚      | 合唱插曲《我等你》 |
| 2011年 | 團圓               | 萬家富（Peace）    | 獨唱插曲《半圓》 |
| 2011年 | 潛行狙擊           | 姚可可（Paris）    | 提名《2011年萬千星輝頒獎典禮》最佳女主角、我最喜愛的電視女角色 提名《星和無綫電視大獎2012》我最愛TVB螢幕情侶【提名拍檔為黃宗澤】 全年收視第二位                                                                         |
| 2011年 | 法證先鋒III        | 凌倩兒（Ada）      | 提名《MY AOD我的最愛頒獎典禮2011》我的最愛電視女主角 全年最高收視點劇集、全年收視第一位 |
| 2012年 | 拳王               | 卓敏               | 客串 |
| 2012年 | 雷霆掃毒           | 陳家碧（Pat）      | 提名《2012年萬千星輝頒獎典禮》最佳女主角(最後五強) 《2012年萬千星輝頒獎典禮》我最喜愛的電視女角色 |
| 2013年 | 戀愛季節           | 夏至欣（Summer）   | 演出第二個單元 |
| 2013年 | 仁心解碼II         | 莫敏兒（Monkey）   | 客串 |
| 2013年 | 神鎗狙擊           | 上官明珠           | 提名《TVB 馬來西亞星光薈萃頒獎典禮2013》最喜愛TVB女主角、最喜愛TVB電視角色 |
| 2013年 | My盛Lady           | 盛花蕾（Jennifer） | 提名《2013年萬千星輝頒獎典禮》最佳女主角(最後五強) 全年收視第三位 |
| 2014年 | 點金勝手           | 資雅（Gia）        | 提名《星和無綫電視大獎2014》我最愛TVB女主角 合唱片尾曲《棋逢敵手》 |
| 2014年 | 再戰明天           | 姚愛嘉             | 提名《2014年萬千星輝頒獎典禮》最佳女主角(最後五強) |
| 2015年 | 以和為貴           | 巫瑞薏             | 提名《萬千星輝頒獎典禮2015》最佳女主角(最後十強) 提名《TVB 馬來西亞星光薈萃頒獎典禮2015》最喜愛TVB女主角、最喜愛TVB電視角色 提名《星和無綫電視大獎2015》我最愛TVB女主角、我最愛TVB電視女角色 最後一部參與的無綫電視劇集 |

### 電視劇（邵氏兄弟）
| 首播   | 劇名             | 角色 | 性質       |
| 2018年 | 守護神之保險調查 | 葉子 | 第二女主角 |

### 電視劇（中國大陸）
| 首播      | 劇名         | 角色 | 性質       |
| 2016-2017 | 特務         |      | 第二女主角 |
| 待播      | 京港爱情故事 |      |            |

### 微電影（無綫電視）
| 首播   | 劇名                      | 角色       | 性質       |
| 2014年 | 愛情來的時候 （馬來西亞） | 珊 / Kelly | 單元女主角 |
| 2012年 | 爱在魅来1分钟             | Pat        | 單元客串   |

### 主持節目（無綫電視）
| 年份   | 節目                                                                            | 性質 |
| 2004年 | 萬千星輝賀台慶2004                                                              | 司儀 |
| 2009年 | 活著：活著的軌跡（第1集） 敬天畏地（第6集） 汰弱留強（第7集）                   | 主持 |
| 2009年 | 霎時感動：醫院的那扇窗（第5集） 鄰居的人緣（第66集） 你家裏有電筒嗎？（第82集） | 主持 |
| 2010年 | 森海尋寶                                                                        | 主持 |

### 電影
| 首播   | 劇名                 | 角色                | 備註/性質                                                                                |
| 2007年 | 跟蹤                 | 何家寶（豬女）      | 第一女主角，榮獲《香港電影金像獎最佳新演員》、《香港電影導演會年度大獎最佳新演員（金）》 |
| 2007年 | 合約情人             | Rachel              | 女配角                                                                                   |
| 2009年 | 大搜查之女           | 陳鳳珍（Miss Chan） | 女配角                                                                                   |
| 2009年 | 金錢帝國             | 阿 梅（老四）       | 女配角                                                                                   |
| 2009年 | 矮仔多情             | 刀疤珊              | 四大女主角之一                                                                           |
| 2010年 | 錦衣衛               | 脫 脫               | 女配角                                                                                   |
| 2010年 | 72家租客             | 波 波               | 客串                                                                                     |
| 2010年 | 抱抱俏佳人           | Remmy               | 女配角                                                                                   |
| 2011年 | 我愛HK開心萬歲       | 孖 妹（青年）       | 客串                                                                                     |
| 2011年 | Laughing Gor之潛罪犯 | 姚可可（Paris）     | 第二女主角                                                                               |
| 2013年 | 2013我愛HK 恭喜發財  | 美洋洋（青年）      | 女主角                                                                                   |
| 2013年 | 詭嬰                 | 應藍                | 第二女主角                                                                               |
| 2015年 | 有客到               | 秀容                | 三大女主角之一                                                                           |
| 2016年 | 刑警兄弟             | 哈日小公主          | 第一女主角                                                                               |
| 2020年 | 打噴嚏               | 布鲁斯              | 女配角                                                                                   |
| 2021年 | 財神                 | 柳七七              | 第一女主角                                                                               |

### 配音
| 首映   | 片名                           | 配音角色                   |
| 2009年 | 喜羊羊與灰太狼之牛氣衝天       | 美羊羊                     |
| 2009年 | 十月圍城                       | 方 紅 （李宇春飾）         |
| 2009年 | 阿凡达                         | 奈蒂莉 （佐伊·索尔达娜飾） |
| 2010年 | 越光寶盒                       | 療傷少女 （許晚秋飾）      |
| 2011年 | 喜羊羊與灰太狼之兔年頂呱呱     | 懶羊羊                     |
| 2012年 | 喜羊羊與灰太狼之開心闖龍年     | 美羊羊                     |
| 2013年 | 喜羊羊與灰太狼之喜氣羊羊過蛇年 | 美羊羊                     |

### 節目
| 年份        | 節目           | 性質 |
| 2017-2018年 | 了不起的兽人族 | 主持 |
| 2012年      | 萬千升呢福祿壽 |      |

## 音樂影片演出
- 2005年：黎明《長情》
- 2007年：古巨基《愛回家》
- 2009年：徐子珊《讀心術》、《Hit Me》、《血拼》
- 2011年：謝天華、徐子珊《我等你》（洪武三十二片尾曲）
- 2014年：胡鴻鈞、徐子珊《棋逢敵手》（點金勝手片尾曲）

## 廣播劇
- 2009年：新城資訊台《愛情決勝焗》
- 2010年：叱咤903《森之聖誕》：提神咖啡（第7集）、兒嬉愛情（第8集）、我的主診醫生（第10集）、聖誕小屋（第11集）、兩個男人（第13集）、愛情保險（第15集）
- 2012年 :愛在魅來1分鐘 (廣播劇版)

## 音樂作品（歌曲）

### 個人專輯
| 專輯 # | 專輯名稱                              | 語 言 | 發行日期      | 唱片公司             | 曲 目 |
| ------ | ------------------------------------- | ----- | ------------- | -------------------- | --- |
| 1      | 《Kiss Me Kate》 - 徐子珊首張個人專輯 | 粵語  | 2009年9月10日 | 恒藝亞洲娛樂有限公司 | Kiss Me Kate-曲目 CD 1. 讀心術 2. Hit Me 3. 惡作劇 4. 血 5. 讀心術 remix (Master Mind Mix) 6. 讀心術 remix (Carnival Mix) DVD 1. 讀心術 MV 2. Hit Me MV 3. 血拼 MV 4. 拍攝花絮 - 攝影、排舞 5. 讀心術 MV製作特輯 6. "Kiss Me Kate" 記者招待會 7. TVC 1（EP廣告1） 8. TVC 2（EP廣告2） 9. Kate's Memories 10. Screen Saver |

### 其他
| 年份   | 歌名 | 劇名                  | 備註                         |
| 2011年 | 半圓 | TVB電視劇《團圓》插曲 | 收錄於《LOVE TV 情歌精選 3》 |

### 從未出碟歌曲
| 年份   | 歌名               | 備註                                                           |
| 2008年 | 愛在搖籃           | TVB動畫《孤星淚》主題曲                                        |
| 2009年 | Cheer Up!          | 連同容祖兒、倉木麻衣、林俊傑、張敬軒、泳兒、陳偉霆和G.E.M.合唱 |
| 2009年 | Hit Me（Hard Mix） |                                                                |
| 2010年 | 恭喜恭喜·歡樂年年  | 2008年無綫電視賀年歌，與無綫電視藝員合唱                       |
| 2011年 | 我等你             | 與謝天華合唱；TVB電視劇《洪武三十二》片尾曲                    |
| 2013年 | 喜上有囍           | 與群星合唱；TVB賀歲電影《2013我愛HK 恭喜發財主題曲             |
| 2014年 | 棋逢敵手           | 與胡鴻鈞合唱；TVB電視劇《點金勝手》片尾曲                      |
| 2015年 | 月光淒淒           | 電影《有客到》主題曲                                           |
| 2016年 | 戀愛天窗           | 電影《刑警兄弟》插曲                                           |

### 派台歌曲四台上榜紀錄
| 派台歌曲四台上榜紀錄  | 派台歌曲四台上榜紀錄 | 派台歌曲四台上榜紀錄 | 派台歌曲四台上榜紀錄 | 派台歌曲四台上榜紀錄 | 派台歌曲四台上榜紀錄 | 派台歌曲四台上榜紀錄                        | 派台歌曲四台上榜紀錄 |
| --------------------- | -------------------- | -------------------- | -------------------- | -------------------- | -------------------- | ------------------------------------------- | -------------------- |
| 唱片                  | 歌曲                 | 903                  | RTHK                 | 997                  | TVB                  | 備註                                        |                      |
| 2009年                |                      |                      |                      |                      |                      |                                             |                      |
| Kiss Me Kate          | 讀心術               | 6                    | 3                    | 3                    | 1                    | 另派Master Mind Mix版本 首支冠軍歌          |                      |
| Kiss Me Kate          | Hit Me               | 7                    | 3                    | 2                    | 2                    | 另派Hard Mix版本                            |                      |
| Kiss Me Kate          | 惡作劇               | -                    | -                    | -                    | -                    |                                             |                      |
| Kiss Me Kate          | 血                   | -                    | 13                   | -                    | -                    |                                             |                      |
| 2011年                |                      |                      |                      |                      |                      |                                             |                      |
|                       | 我等你               | -                    | -                    | -                    | -                    | 與謝天華合唱 無綫電視劇《洪武三十二》片尾曲 |                      |
| 2014年                |                      |                      |                      |                      |                      |                                             |                      |
|                       | We Are The Only One  | -                    | -                    | -                    | 1                    | 群星合唱 《2014 FIFA巴西世界盃》TVB主題曲   |                      |
| TV Love Songs Forever | 棋逢敵手             | -                    | -                    | -                    | 5                    | 與胡鴻鈞合唱 無綫電視劇《點金勝手》片尾曲   |                      |

| 各台冠軍歌總數 | 各台冠軍歌總數 | 各台冠軍歌總數 | 各台冠軍歌總數 | 各台冠軍歌總數    |
| -------------- | -------------- | -------------- | -------------- | ----------------- |
| 903            | RTHK           | 997            | TVB            | 備註              |
| 0              | 0              | 0              | 2              | 四台冠軍歌總數: 0 |

## 獎項殊榮
- 只列出十強以內的成績

| 年份   | 頒獎禮                             | 獎項                          | 劇集 /影片/ 歌曲          | 角色                 | 結果           |
| 2004年 | 香港小姐競選                       | 冠軍                          |                           |                      | 獲獎           |
| 2004年 | 香港小姐競選                       | 最上鏡小姐                    |                           |                      | 獲獎           |
| 2004年 | 香港小姐競選                       | 國際親善小姐                  |                           |                      | 獲獎           |
| 2004年 | 香港小姐競選                       | 修身美態獎                    |                           |                      | 獲獎           |
| 2005年 | 國際華裔小姐競選2005               | 美態傾城小姐                  |                           |                      | 獲獎           |
| 2007年 | 萬千星輝頒獎典禮2007               | 飛躍進步女藝員                |                           |                      | 獲獎           |
| 2008年 | 第27屆香港電影金像獎               | 最佳新演員                    | 跟蹤                      | 何家寶               | 獲獎           |
| 2008年 | 第3屆香港電影導演會年度大獎        | 最佳新演員                    | 跟蹤                      | 何家寶               | 金             |
| 2008年 | 第14屆香港電影評論學會大獎         | 最佳女演員                    | 跟蹤                      | 何家寶               | 提名           |
| 2008年 | 萬千星輝頒獎典禮2008               | 時尚魅力大獎                  |                           |                      | 提名           |
| 2008年 | 萬千星輝頒獎典禮2008               | 最佳女配角                    | 溏心風暴之家好月圓        | 路嘉美               | 提名(最後五強) |
| 2008年 | 萬千星輝頒獎典禮2008               | 最佳女主角                    | 甜言蜜語                  | 唐 棠                | 提名           |
| 2009年 | 2009年勁歌金曲優秀選第一回         | 新人薦場飆星獎                |                           |                      | 獲獎           |
| 2009年 | 2009年勁歌金曲優秀選第三回         | 歌曲獎                        | Hit Me                    |                      | 獲獎           |
| 2009年 | 新城勁爆頒獎禮2009                 | 新城勁爆新人王（女歌手）      |                           |                      | 獲獎           |
| 2010年 | 2009年度叱咤樂壇流行榜頒獎典禮     | 叱咤樂壇生力軍女歌手          |                           |                      | 銀             |
| 2010年 | 2009年度十大勁歌金曲頒獎典禮       | 最受歡迎新人獎                |                           |                      | 金             |
| 2010年 | 第三十二屆十大中文金曲             | 最有前途新人獎                |                           |                      | 金             |
| 2010年 | SINA Music樂壇民意指數頒獎禮2009   | 我最喜愛女新人                |                           |                      | 銅             |
| 2010年 | 2009年度中國原創音樂流行榜頒獎典禮 | 最優秀新人獎（香港）          |                           |                      | 獲獎           |
| 2010年 | IFPI香港唱片銷量大獎頒獎禮2009     | 最暢銷本地新人                |                           |                      | 獲獎           |
| 2010年 | Astro華麗台電視劇大獎2009          | 我的至愛女主角                | 甜言蜜語                  | 唐 棠                | 提名           |
| 2011年 | 星和無綫電視大獎2011               | 最佳活力大獎                  |                           |                      | 獲獎           |
| 2011年 | 星和無綫電視大獎2011               | 我最喜愛TVB電視女角色         | 情越雙白線                | 高麗芯               | 獲獎           |
| 2011年 | 萬千星輝頒獎典禮2011               | 非凡風采女藝員（第四位）      |                           |                      | 獲獎           |
| 2011年 | MY AOD我的最愛頒獎典禮2011         | 我的最愛十五大電視角色        | 法證先鋒III               | 凌倩兒               | 獲獎           |
| 2011年 | MY AOD我的最愛頒獎典禮2011         | 我的最愛電視螢幕情侶 (黃宗澤) | 潛行狙擊                  | 姚可可               | 提名(最後五強) |
| 2011年 | 2011年度演藝動力大獎               | 最突出電視女藝員              | 潛行狙擊                  | 姚可可               | 提名(最後五強) |
| 2012年 | 星和無綫電視大獎2012               | 我最愛TVB電視女角色           | 潛行狙擊                  | 姚可可               | 獲獎           |
| 2012年 | 星和無綫電視大獎2012               | 魅力體態獎                    |                           |                      | 獲獎           |
| 2012年 | 2011年度十大勁歌金曲頒獎典禮       | 最受歡迎合唱歌曲獎            | 我等你（謝天華合唱）      | 我等你（謝天華合唱） | 提名           |
| 2012年 | MY AOD我的最愛頒獎典禮2012         | 我的最愛十五大電視角色        | 雷霆掃毒                  | 陳家碧               | 獲獎           |
| 2012年 | MY AOD我的最愛頒獎典禮2012         | 我的最愛電視女主角            | 雷霆掃毒                  | 陳家碧               | 提名(最後五強) |
| 2012年 | MY AOD我的最愛頒獎典禮2012         | 我的最愛電視螢幕情侶（林峯）  | 雷霆掃毒                  | 陳家碧               | 提名(最後五強) |
| 2012年 | 萬千星輝頒獎典禮2012               | 我最喜愛的電視女角色          | 雷霆掃毒                  | 陳家碧               | 獲獎           |
| 2012年 | 萬千星輝頒獎典禮2012               | 最佳女主角                    | 雷霆掃毒                  | 陳家碧               | 提名(最後五強) |
| 2013年 | 星和無綫電視大獎2013               | 我最愛TVB電視女角色           | 雷霆掃毒                  | 陳家碧               | 獲獎           |
| 2013年 | 星和無綫電視大獎2013               | 最璀璨奪目女藝人獎            |                           |                      | 獲獎           |
| 2013年 | 2013年度壹電視大獎得獎名單         | 十大電視藝人第十位            |                           |                      | 獲獎           |
| 2013年 | 第10屆華鼎獎                       | 中國最佳電視劇女演員          |                           |                      | 提名(最後五強) |
| 2013年 | 萬千星輝頒獎典禮2013               | 最受歡迎電視女角色            | My盛Lady                  | 盛花蕾               | 提名(最後五強) |
| 2013年 | 萬千星輝頒獎典禮2013               | 最佳女主角                    | My盛Lady                  | 盛花蕾               | 提名(最後五強) |
| 2014年 | 星和無綫電視大獎2014               | 我最愛TVB電視女角色           | My盛Lady                  | 盛花蕾               | 獲獎           |
| 2014年 | 星和無綫電視大獎2014               | 我最愛TVB熒幕情侶（黃宗澤）   | 點金勝手                  | 資雅                 | 提名(最後三強) |
| 2014年 | 星和無綫電視大獎2014               | 全天候亮麗藝人獎              |                           |                      | 獲獎           |
| 2014年 | 第13屆華鼎獎                       | 中國當代題材電視劇最佳女演員  | 神鎗狙擊                  | 上官明珠             | 提名           |
| 2014年 | 萬千星輝頒獎典禮2014               | 最佳女主角                    | 再戰明天                  | 姚愛嘉               | 提名(最後五強) |
| 2014年 | TVB 馬來西亞星光薈萃頒獎典禮2014   | 最喜愛TVB女主角               | 再戰明天                  | 姚愛嘉               | 提名(最後三強) |
| 2014年 | TVB 馬來西亞星光薈萃頒獎典禮2014   | 最喜愛TVB電視角色             | 再戰明天                  | 姚愛嘉               | 獲獎           |
| 2014年 | TVB 馬來西亞星光薈萃頒獎典禮2014   | 最喜愛TVB熒幕情侶（黃子華）   | My盛Lady                  | 盛花蕾               | 提名(最後三強) |
| 2014年 | 2014勁歌金曲優秀選第二回           | 歌曲獎                        | 棋逢敵手 （與胡鴻鈞合唱） |                      | 獲獎           |
| 2015年 | 2014年度勁歌金曲頒獎典禮           | 勁歌金曲獎                    | 棋逢敵手 （與胡鴻鈞合唱） |                      | 獲獎           |
| 2015年 | 2014年度勁歌金曲頒獎典禮           | 最受歡迎女歌星                |                           |                      | 提名           |

## 外部連結
- 徐子珊的Instagram帳戶
- 徐子珊的新浪微博
- 徐子珊在互联网电影资料库（IMDb）上的資料（英文）
- 徐子珊在香港影庫上的簡介
- 徐子珊在豆瓣上的资料（简体中文）
- 徐子珊在时光网上的簡介（简体中文）

| 前任： 曹敏莉 | 香港小姐競選冠軍 2004年 | 繼任： 葉翠翠 |

| 前任： 李詩韻 | 香港小姐競選最上鏡小姐 2004年 | 繼任： 鄧上文 |

| 前任： 曹敏莉 | 香港小姐競選友誼小姐 2004年 | 繼任： 許佩琪 |